# دره (فیلم ۲۰۰۹)
دره (به انگلیسی: The Canyon) یک فیلم سینمایی آمریکایی در ژانر دلهره آور محصول سال ۲۰۰۹ به کارگردانی ریچارد هارا است.

## داستان
داستان فیلم در مورد زوج جوانی است که برای ماه عسل به دره گرند کنیون سفر می‌کنند اما در آن دره وسیع گم شده و اتفاق‌هایی برایشان رخ می‌دهد…

## تولید
در لوکیشن‌های آریزونا و یوتا فیلمبرداری شده‌است.

## انتشار فیلم
این فیلم برای اکران محدود در ۲۳ اکتبر ۲۰۰۹ در سینماها افتتاح شد. دی وی دی فیلم در ۱۷ نوامبر ۲۰۰۹ منتشر شد.